# Bảo tàng Cách mạng (Cuba)
Bảo tàng Cách mạng (tiếng Tây Ban Nha: Museo de la Revolución) nằm ở khu La Habana Cổ của La Habana, Cuba, từng là Dinh Tổng thống của tất cả các đời tổng thống Cuba từ Mario García Menocal cho đến Fulgencio Batista. Tòa nhà này trở thành Bảo tàng Cách mạng trong những năm sau Cách mạng Cuba. Dinh Tổng thống từng bị Ban Chỉ đạo Cách mạng ngày 13 tháng 3 tấn công vào năm 1957.

## Tòa nhà

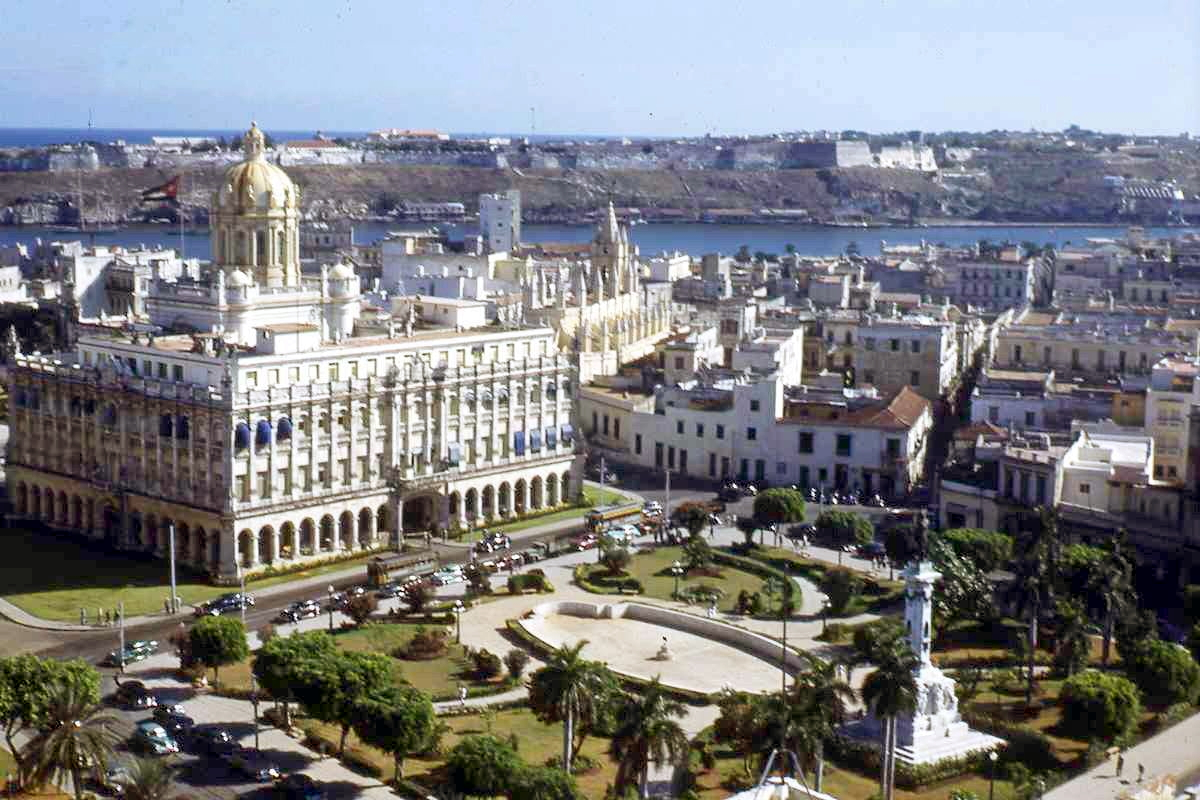
Dinh Tổng thống-Parquey Alfredo Zayas vào khoảng năm 1926.

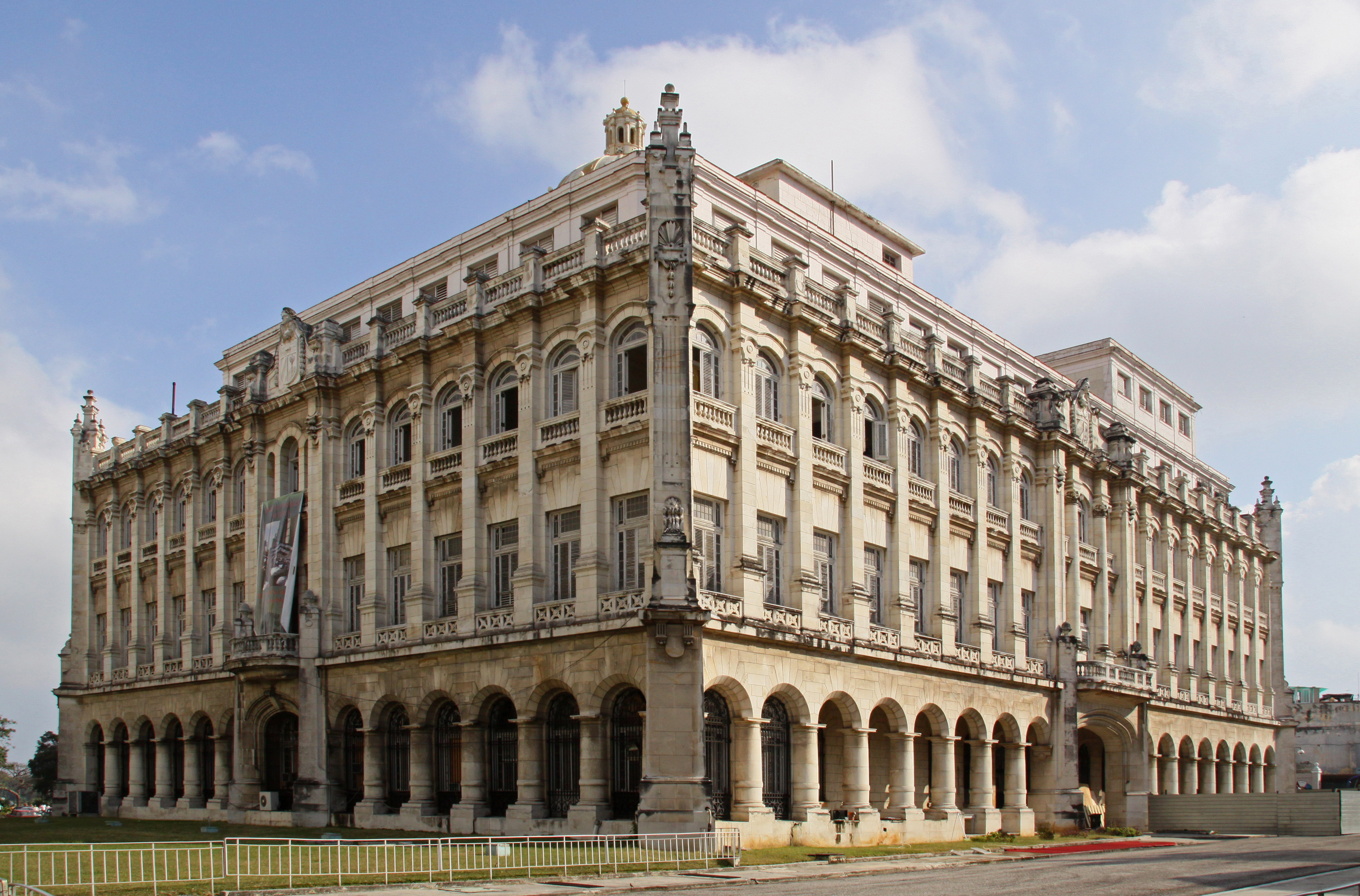
Dinh Tổng thống cũ do kiến trúc sư Rodolfo Maruri và Paul Belau thiết kế.

Dinh Tổng thống do kiến trúc sư người Cuba Rodolfo Maruri và kiến trúc sư người Bỉ Paul Belau đảm nhận việc thiết kế, hai vị kiến trúc sư này cũng góp phần thiết kế nên Centro Gallego, nay là Gran Teatro de La Habana. Tổng thống Mario García Menocal đã chính thức làm lễ khánh thành Dinh Tổng thống vào năm 1920. Nó vẫn là Dinh Tổng thống cho đến cuộc Cách mạng Cuba năm 1959. Tòa nhà có chứa các yếu tố kiến trúc theo trường phái Tân cổ điển và được hãng Tiffany Studios của Thành phố New York trang trí.
Dinh Tổng thống từng là nơi xảy ra cuộc tấn công tháng 3 năm 1957 khi Ban Chỉ đạo Cách mạng ngày 13 tháng 3 từ Đại học La Habana đã cố gắng sát hại Fulgencio Batista. Đó là một cuộc tấn công chia thành hai đợt bao gồm việc tiếp quản Đài phát thanh Relox tại Radiocentro CMQ Building. Cả hai cuộc tấn công này đều thất bại. Theo một trong những kẻ tấn công, Faure Chomón thuộc Ban Chỉ đạo Cách mạng, họ theo đuổi chiến lược golpe arriba và cùng với Menelao Mora Morales tìm cách lật đổ chính phủ bằng cách giết Tổng thống Fulgencio Batista.

## Triển lãm
Các cuộc triển lãm về lịch sử Cuba của bảo tàng này chủ yếu dành cho giai đoạn chiến tranh cách mạng trong thập niên 1950 và lịch sử đất nước sau năm 1959. Một số phần của bảo tàng cũng dành cho Cuba thời kỳ tiền cách mạng, bao gồm Chiến tranh giành độc lập năm 1895–1898 chống lại thực dân Tây Ban Nha và một cuộc triển lãm nhằm tôn vinh Tổng thống Hoa Kỳ Abraham Lincoln.